# Chrysobothris mali
Chrysobothris mali är en skalbaggsart som beskrevs av Horn 1886. Chrysobothris mali ingår i släktet Chrysobothris och familjen praktbaggar. Inga underarter finns listade i Catalogue of Life.